# Archibald Acheson, 2. Earl of Gosford

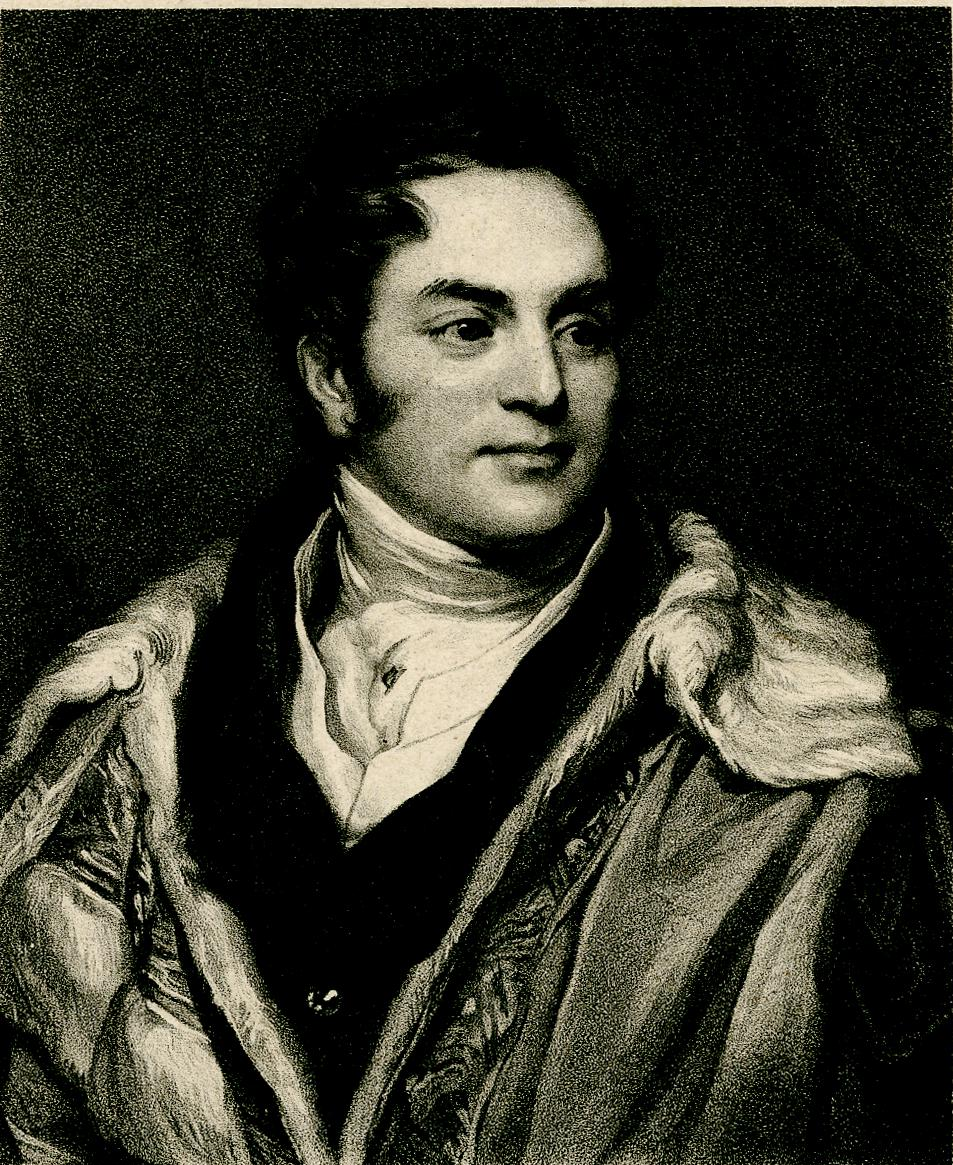
Archibald Acheson, 2. Earl of Gosford, 1828

Archibald Acheson, 2. Earl of Gosford (* 1. August 1776 in Markethill, County Armagh; † 27. März 1849 ebenda) war ein britischer Politiker und Generalgouverneur von Britisch-Nordamerika in den Jahren 1835 bis 1837.

## Leben
Er war der ältere Sohn und Erbe des Arthur Acheson, 2. Viscount Gosford aus dessen Ehe mit Millicent Pole. 1806 wurde sein Vater zum Earl of Gosford erhoben.
Er studierte von 1796 bis 1797 am Christ Church College der Universität Oxford. Während der Irischen Rebellion von 1798 diente er als Lieutenant-Colonel der Miliz des Countys Armagh. 1807 wurde er in den Rang eines Colonels befördert. 
Er trat 1798 als Abgeordneter für das County Armagh im irischen Unterhaus in die Politik ein. Nach der Vereinigung von Großbritannien und Irland war er von 1801 bis 1807 für das County Armagh Mitglied im britischen Unterhaus. Beim Tod seines Vaters erbte er 1807 dessen Adelstitel als 2. Earl of Gosford. 1811 wurde er als irischer Representative Peer ins britische Oberhaus gewählt. Dort unterstützte er die Whig-Politik der Versöhnung mit Irland.
1832 wurde er zum Lord Lieutenant des Countys Armagh ernannt und 1834 in den britischen Kronrat aufgenommen. Von April bis Juni 1835 war er Captain der Yeomen of the Guard. Am 13. Juni 1835 wurde ihm der britische Adelstitel eines Baron Worlingham, of Beccles in the County of Suffolk, verliehen. Dieser war im Gegensatz zu seinen irischen Titeln unmittelbar mit einem Sitz im britischen Oberhaus verbunden. Im selben Jahr ernannte man ihn zum Generalgouverneur von Britisch-Nordamerika. Als königlicher Kommissar untersuchte er die Lage in Unterkanada und empfahl eine Politik der „Versöhnung ohne Zugeständnisse“ gegenüber den Frankokanadiern. 1837 erkannte er das Scheitern seiner Versöhnungspolitik und trat im November dieses Jahres zurück. Die ausgebrochenen Rebellionen in Kanada demonstrierten das Scheitern seiner Politik. 1838 wurde er als Knight Grand Cross in den Order of the Bath aufgenommen. Im Oberhaus setzte er sich erfolglos gegen den Act of Union 1840 ein, der Ober- und Unterkanada (Ontario und Quebec) vereinigte.

## Ehe und Nachkommen
Am 20. Juli 1805 heiratete er in Marylebone, London, Mary Sparrow (1777–1841), Tochter des Robert Sparrow, Gutsherr von Worlingham Hall in Suffolk. Mit ihr hatte er drei Kinder:
- Archibald Acheson, 3. Earl of Gosford (1806–1864);
- Lady Mary Acheson (1809–1850) ⚭ 1835 James Hewitt, 4. Viscount Lifford;
- Lady Millicent French Acheson (um 1812–1887) ⚭ 1842 Henry Bence-Jones.

Aus einer Beziehung mit Mary Richardson hatte er zudem eine uneheliche Tochter:
- Olivia Acheson.

Als er 1849 starb, erbte sein Sohn Archibald seine Adelstitel.